# Montreuil-sur-Lozon
Montreuil-sur-Lozon – miejscowość i gmina we Francji, w regionie Normandia, w departamencie Manche.
Według danych na rok 1990 gminę zamieszkiwały 242 osoby, a gęstość zaludnienia wynosiła 38 osób/km² (wśród 1815 gmin Dolnej Normandii Montreuil-sur-Lozon plasuje się na 648. miejscu pod względem liczby ludności, natomiast pod względem powierzchni na miejscu 772.).